# Imigração brasileira em Angola
Os brasileiros em Angola formam uma pequena mas reconhecível comunidade, consiste principalmente de imigrantes e expatriados do Brasil. Segundo estimativas, em 2007, havia vinte mil brasileiros residindo em Angola, principalmente trabalhando para empresas de construção, mineração e agronegócio.

## Visão geral
As ondas migratórias brasileiras para Angola são relativamente antigas, e remontam ao século XVIII para Luanda e Benguela, e, duante o século XIX, para Cabinda e Namibe. O ímpeto migratório reduziu-se substancialmente durante o século XX.
Com a formação da CPLP (Comunidade dos Países de Língua Portuguesa), em 1996 houve um aumento da imigração brasileira para Angola. Muitos destes são considerados brasileiros brancos à procura de investimentos econômicos no país que ainda é pouco desenvolvido.
De acordo com a "Associação de Empresas Brasileiras em Angola", a presença de empresas brasileiras em Angola se expandiu em um par com o aumento do comércio. O número de empresas brasileiras em Angola aumentou 70 por cento ao longo dos últimos anos, desde 2002. As empresas estão principalmente envolvidas em obras públicas, as vendas de materiais de construção, concepção de projeto, imobiliário e de alimentos. Os brasileiros estão começando assim a se unir a um país que, apesar dos laços históricos e linguísticos, era praticamente um desconhecido até pouco mais de uma década atrás. Os 5 mil brasileiros registrados em Angola vivem e trabalham nas províncias de Cabinda, Lunda Norte e Malanje, bem como na capital nacional, Luanda.